# فوق القمر
فوق القمر (بالإنجليزية: Over the Moon)‏ هو فيلم موسيقي رسوم متحركة أمريكي-صيني من إخراج جلان كيني ومن بطولة فيليبا سو،كين جونغ،جون تشو،مارغريت تشو وساندرا أوه.
من المقرر عرض الفيلم على منصة نتفليكس يوم 23 أكتوير 2020.

## روابط خارجية
- فوق القمر على موقع IMDb (الإنجليزية)
- فوق القمر على موقع روتن توميتوز (الإنجليزية)
- فوق القمر على موقع نتفليكس (الإنجليزية)
- فوق القمر على موقع ألو سيني (الفرنسية)
- فوق القمر على موقع قاعدة بيانات الفيلم (الإنجليزية)
- فوق القمر على موقع ليتربوكسد (الإنجليزية)
- فوق القمر على موقع كينوبويسك (الروسية)

لم يتم العثور على روابط لمواقع التواصل الاجتماعي.